# Championnat de Suisse féminin de football 1983-1984
Navigation
Édition précédente Édition suivante
Le Championnat de Suisse de football féminin 1983-1984 est la 14e édition de la Ligue nationale A (LNA), opposant les dix meilleurs clubs de football féminin en Suisse.
Les équipes se rencontrent deux fois.
Le tenant du titre est le FFC Zurich Seebach. Le FFC Berne termine à la première place et remporte son 3e titre de champion.

## Clubs participants
- FFC Berne
- FFC Zurich Seebach
- Weinfelden
- Blue Star Zurich
- Rapid Lugano
- Spreintenbach
- Veltheim
- Bad Ragaz
- DFC Soleure
- DFC Therwil

## Classement
| Rang | Équipe              | Pts | J  | G  | N | P  | Bp | Bc | Diff |
| ---- | ------------------- | --- | -- | -- | - | -- | -- | -- | ---- |
| 1    | FFC Berne           | 33  | 18 | 15 | 3 | 0  | 48 | 8  | +40  |
| 2    | FFC Zurich SeebachT | 29  | 18 | 13 | 3 | 2  | 61 | 17 | +44  |
| 3    | Weinfelden          | 22  | 18 | 8  | 6 | 4  | 30 | 17 | +13  |
| 4    | Blue Star Zurich    | 20  | 18 | 6  | 8 | 4  | 30 | 21 | +9   |
| 5    | Rapid Lugano        | 20  | 18 | 7  | 6 | 5  | 35 | 31 | +4   |
| 6    | Spreintenbach       | 16  | 18 | 4  | 8 | 6  | 22 | 28 | -6   |
| 7    | Veltheim            | 12  | 18 | 5  | 2 | 11 | 24 | 39 | -15  |
| 8    | Bad Ragaz           | 11  | 18 | 3  | 5 | 10 | 10 | 27 | -17  |
| 9    | DFC Therwil         | 9   | 18 | 2  | 5 | 11 | 12 | 41 | -29  |
| 10   | DFC Soleure         | 8   | 18 | 3  | 2 | 13 | 17 | 60 | -43  |

Légende
- Champion
- Relégation en LNB

Abréviations
T : Tenant du titre

P : Promu